# Cuiabano
Cuiabano, właśc. Luis Eduardo Soares da Silva (ur. 16 lutego 2003 w Cuiabie) – brazylijski piłkarz występujący na pozycji lewego obrońcy, od 2024 roku zawodnik Botafogo.